# 板倉重形
板倉 重形（いたくら しげかた）は、上野安中藩の初代藩主。安中板倉家の祖。

## 経歴
元和6年（1620年）、板倉重宗の次男として生まれる。兄に嗣子である重郷がいたため家督を継げなかった。正保元年（1644年）6月23日に下野都賀郡のうち1000石を与えられ、寛文元年（1661年）12月13日には兄の重郷から摂津島下郡のうち5000石と新田4000石を分与され、合わせて1万石を領有する。
延宝9年（1681年）5月21日、5000石加増で碓氷郡のうち33ヶ村を領有、1万5000石で安中藩に入り、初代藩主となる。同年12月の沼田藩主真田信利改易の際の沼田城破却に伴う城内の武具引き取りや安中街道の整備、土地政策や諸役免除の代わりに制定した村への月番役などに尽力し、藩政の基礎を固めた。天和3年（1683年）2月2日に寺社奉行に任じられる。
貞享元年（1684年）7月26日に死去。享年65。跡を養子（外孫）の重同が継いだ。

## 系譜
父母
- 板倉重宗（父）
- 戸田氏鉄の娘（母）

正室
- 高木正弘の娘

子女
- 板倉亀丸
- 板倉帯刀
- 建部政宇正室
- 神保元茂正室
- 堀直佑正室

養子
- 板倉重同 - 外孫（神保元茂の次男）